# Antônio Tavernard
Antônio de Nazaré Frazão Tavernard, ou simplesmente Antônio Tavernard (Belém, 10 de outubro de 1908 – Belém, 26 de maio de 1936), foi um poeta e dramaturgo brasileiro.

## Biografia
Antônio Tavernard nasceu na Vila de São João do Pinheiro, atual Icoaraci, onde iniciou seus estudos. Logo depois, residindo já em Belém fez o curso de humanidades no Ginásio Paes de Carvalho, onde ajudou a organizar e fazer publicações para o jornal G.P.C, bastante divulgado na época entre os estudantes. Em 1925 terminou o ginásio e em 1926 ingressou na faculdade de Direito do Pará, onde teve sua vida encurtada por ter contraído hanseníase.[carece de fontes?]
Foi jornalista, dramaturgo e compositor, além de poeta lírico, falando de amor, morte e esperança.[carece de fontes?]
Foi um dos redatores da revista A Semana, uma das mais importantes a circular em Belém na década de 1930.[carece de fontes?]
Pesquisadores afirmam que Tavernard publicou apenas um livro em vida, o livro Fêmea, mas um dos parentes do poeta, Tavernard Neves, informou que em 1953 foi editado o romance Místicos e Bárbaros.[carece de fontes?]

## Reconhecimento
Na localidade onde o poeta nasceu em 1908, foi inaugurada em 13 de junho de 2008, uma Biblioteca Comunitária que homenageia o nome deste grande ícone da literatura amazônica. A Biblioteca surgiu da necessidade de resgatar o nome do poeta na própria localidade onde ele nasceu. Possui um acervo de um pouco mais de seis mil obras e está aberta para a comunidade com seus serviços de informação e cultura.[carece de fontes?]

## Principais obras

### Poesia
- Os Sacrificados
- 1953: Místicos e Bárbaros (publicado postumamente).

### Contos
- Fêmea

### Teatro
- A Casa da viúva Costa
- A Menina dos 20 mil
- Seringadela

### Produção musical
- Foi Boto Sinhá
- Romance
- Matinta-perera
- Hino do Clube do Remo

## Curiosidades
- A autoria do poeta está desaparecida e nem mesmo seus parentes sabem onde estão os originais.[carece de fontes?]
- Antônio Tavernard nasceu em outubro, o mês do Círio de Nazaré, e por isso foi batizado com o nome de Antônio de Nazareth Frazão Tavernard.[carece de fontes?]
- Foi parceiro do maestro Waldemar Henrique e autor do hino do Clube do Remo.[carece de fontes?]